# Croix de la Brassée (La Croix-Helléan)
Pour les articles homonymes, voir Croix de la Brassée.
La croix de la Brassée, est située au bourg de la commune de  la Croix-Helléan dans le Morbihan.

## Historique
La croix de la Brassée fait l’objet d’une inscription au titre des monuments historiques depuis le 23 mai 1927.

## Architecture
La croix de la Brassée est une croix monolithe. 
Elle repose sur un socle en pierre faisant office de marches.